# Mariner 2
Mariner 2 war eine Raumsonde des US-amerikanischen Mariner-Programms. Sie flog im Dezember 1962 an der Venus vorbei und wurde dadurch zur ersten Raumsonde, die Daten aus der Umgebung eines anderen Planeten übermittelte.

## Vorgeschichte

### Wissenschaftlicher Hintergrund
Anfang der 1960er-Jahre herrschte große wissenschaftliche Uneinigkeit über die Bedingungen auf der Venusoberfläche, da die dichte Wolkendecke direkte teleskopische Beobachtungen verhinderte. Einer Theorie zufolge war die Venus vollständig von einem Ozean aus flüssigem Wasser bedeckt, in dem möglicherweise komplexe Lebensformen existierten. Andere mutmaßten, dass das 1932 durch spektroskopische Messungen in der Atmosphäre nachgewiesene Kohlenstoffdioxid einen starken Treibhauseffekt auslöse und zu Oberflächentemperaturen von mehreren hundert Grad führe.

### Missionsplanung
Kurz nach Beginn des Mariner-Programms im Jahr 1960 wurde geplant, zwei rund 500 kg schwere Sonden mit Atlas-Centaur-Raketen zur Venus zu schicken. Im August 1961 wurde jedoch klar, dass die dafür benötigte Centaur-Oberstufe nicht rechtzeitig zum Startfenster im Sommer 1962 einsatzbereit sein würde. Stattdessen sollte die weniger leistungsfähige Agena-Oberstufe zum Einsatz kommen. Daher musste innerhalb von nur elf Monaten eine kleinere Raumsonde mit einer Startmasse von rund 200 kg entwickelt werden. Als Grundlage wurden die Ranger-Mondsonden verwendet, die zu diesem Zeitpunkt im Erdorbit getestet wurden.
Am 22. Juli 1962 startete mit Mariner 1 die erste Raumsonde dieses neuen Typs. Die Trägerrakete geriet jedoch wegen eines Softwarefehlers vom Kurs ab und musste wenige Minuten nach dem Start gesprengt werden. Stattdessen wurde nun die baugleiche Mariner 2 startbereit gemacht.

## Aufbau

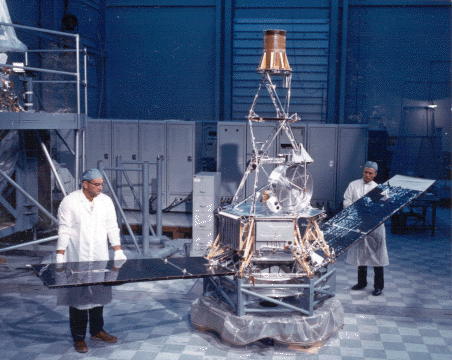
Mariner 2 bei der Montage der Solarpaneele kurz vor dem Start

Der strukturelle Hauptbestandteil von Mariner 2 war eine sechseckige Basis mit 104 cm Durchmesser und 36 cm Höhe. Im Inneren befanden sich sechs Magnesiumgehäuse, welche verschiedene Systeme enthielten. Darauf befand sich ein pyramidenförmiger Mast, an dem die wissenschaftlichen Experimente befestigt waren und durch den die Sonde insgesamt 366 cm hoch wurde.

### Bordsysteme
Als Stromquellen dienten zwei an der Basis befestigten Solarpaneele, die je 76 cm breit und 183 bzw. 152 cm lang waren. Um asymmetrischen Strahlungsdruck von der Sonne zu vermeiden, der die Lageregelung erschweren würde, war am Ende des kürzeren Solarpanels ein 31 cm langes Sonnensegel befestigt. Ein Silber-Zink-Akkumulator mit 1 kWh Speicherkapazität sorgte für eine kontinuierliche Stromversorgung.
Für Kurskorrekturen verfügte Mariner 2 über ein Hydrazin-Triebwerk mit 225 N Leistung, das Distickstofftetroxid als Zünder und Aluminiumoxid als Katalysator verwendete. Die Schubrichtung konnte über vier Strahlruder gesteuert werden. Die Lageregelung erfolgte über ein System aus Stickstoff-Kaltgastriebwerken, die einen in der Basis verbauten Drucktank verwendeten.
Das Kommunikationssystem bestand aus einem 3-Watt-Transmitter und zwei Antennen – einer Rundstrahlantenne an der Spitze des Masts und einer großen Richtantenne, die seitlich an der Basis befestigt war. Die Datenübertragungsrate während des Fluges betrug etwa 8,3 Bit pro Sekunde. Um den Kontakt mit der Sonde kontinuierlich aufrechterhalten zu können, wurden drei Bodenstationen in Goldstone (Kalifornien), Johannesburg (Südafrika) und Woomera (Australien) verwendet. Die Bahn von Mariner 2 wurde so berechnet, dass der Venus-Vorbeiflug in die Mitte einer Kontaktphase mit der Goldstone-Station zusammenfiel.

### Wissenschaftliche Instrumente
An Bord der Sonde befanden sich sieben wissenschaftliche Instrumente. Zwei davon dienten ausschließlich der Untersuchung der Venus:
- Mikrowellenradiometer: Messung der Oberflächentemperatur und Untersuchung der Atmosphäre. Bestand aus einer 48 cm großen Parabolantenne, die für Mikrowellen mit 13,5 und 19 mm Wellenlänge empfindlich war.
- Infrarot-Radiometer: Bestimmung der Wolkenstruktur, Temperaturmessung auf Wolkenhöhe. Empfindlich für Wellenlängen von 8,4 μm (Vergleichswert) und 10,4 μm (Kohlenstoffdioxid-Absorptionsbande). Konnte im Flug kalibriert werden, indem es auf eine Referenzplatte an der Sonde gerichtet wird

Alle weiteren Instrumente untersuchten die unmittelbare Umgebung der Sonde. Sie kamen zwar auch während des Venus-Vorbeiflugs zum Einsatz, waren aber während des gesamten Flugs aktiv:
- 3-Richtungen-Magnetometer: Messung des interplanetaren Magnetfelds und Nachweis eines potentiellen planetaren Magnetfelds der Venus
- Ionisierungskammer: Gasgefüllte Stahlkugel zum Nachweis ionisierender Strahlung; Messung der kosmischen Strahlung und Nachweis eines potentiellen Strahlungsgürtel der Venus
- Partikelfluss-Messgerät: Drei verschiedene Geiger-Müller-Zählrohre; ähnlicher Empfindlichkeitsbereich wie die Ionisierungskammer
- Detektor für kosmischen Staub: Nutzt ein Mikrofon zur Registrierung von Kollisionen mit Staubpartikeln mit mindestens 0,12 Nanogramm Masse.
- Sonnenwind-Messgerät: Messung der Häufigkeit und Geschwindigkeit von positiv geladenen Sonnenwind-Teilchen im interplanetaren Raum

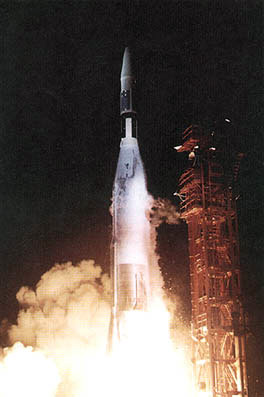
Start von Mariner 2 auf einer Atlas-Agena-Rakete

## Missionsverlauf
Mariner 2 startete am 27. August 1962 um 6:53 Uhr UTC und gelangte zunächst in einen 185 km hohen Parkorbit. 16 Minuten nach dem Start brachte die Agena-Oberstufe Mariner 2 auf eine heliozentrische Venus-Transferbahn und wurde anschließend abgetrennt. Um eine Kollision mit der Venus zu vermeiden, wurde sie um 140° gedreht und durch Entlüften der Treibstofftanks auf eine leicht abweichende Bahn gebracht.
Zwei Tage nach dem Start wurden alle wissenschaftlichen Instrumente außer den Radiometern aktiviert. Am 4. September gelang Mariner 2 als erster Raumsonde überhaupt eine Kurskorrektur im interplanetaren Raum. In den nächsten Monaten kam es allerdings zu einigen Problemen: Am 8. September fiel das Lageregelungssystem kurzzeitig aus, möglicherweise infolge einer Kollision mit einem Mikrometeoriten. Am 31. Oktober sank die Leistung eines Solarpanels, woraufhin die Instrumente abgeschaltet wurden. Eine Woche später erreichte das Panel wieder seine normale Leistung. Am 15. November fiel das Solarpanel endgültig aus. Zu diesem Zeitpunkt war Mariner 2 jedoch bereits so nahe an der Sonne, dass ein Panel für den Betrieb ausreichte.
Am 14. Dezember flog Mariner 2 in etwa 34.800 km Entfernung an der Venus vorbei. Alle wissenschaftlichen Instrumente arbeiteten, teils jedoch mit Einschränkungen: So hatte etwa das Mikrowellen-Radiometer infolge einer Überhitzung während des Flugs Probleme mit der Ausrichtung. Es gelang aber dennoch, drei hochqualitative Messreihen aufzunehmen. Am 3. Januar 1963 – wenige Wochen nach dem Venus-Vorbeiflug – ging der Kontakt zur Sonde verloren. Zu diesem Zeitpunkt war sie fast 87 Millionen Kilometer von der Erde entfernt.

## Ergebnisse

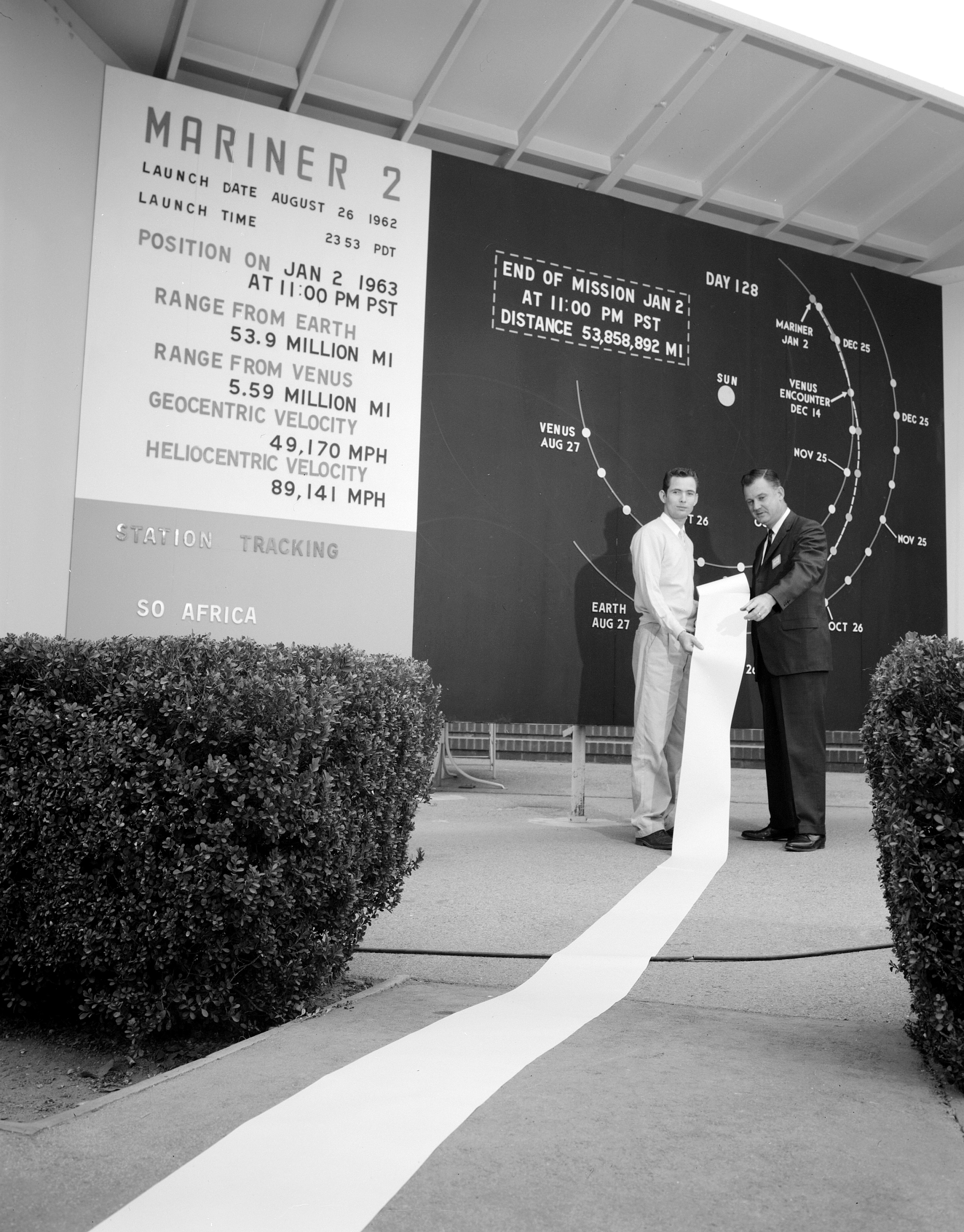
Zwei Ingenieure am Jet Propulsion Laboratory zeigen kurz nach Missionsende einen Ausdruck der von Mariner 2 empfangenen Daten

### Interplanetarer Raum
Mariner 2 lieferte die ersten Langzeitmessungen des Sonnenwindes aus dem interplanetaren Raum, nachdem Eugene Parker ihn im November 1958 vorhergesagt hatte und Luna 2 ihn im September 1959 ihn erstmals direkt nachweisen konnte. So konnte bestätigt werden, dass die Geschwindigkeit des Sonnenwindes häufig schwankte und zudem einem 27-tägigen Zyklus, entsprechend der Rotation der Sonne, folgte. Die Messungen des interplanetaren Magnetfelds ergaben, dass es stark vom Sonnenwind beeinflusst wurde. Zudem konnte nachgewiesen werden, dass die Dichte von kosmischem Staub im interplanetaren Raum um mehrere Größenordnungen geringer war als in Erdnähe.

### Venus
Mit dem Mikrowellenradiometer wurden Oberflächentemperaturen von über 400 Kelvin gemessen. Damit wurde endgültig nachgewiesen, dass auf Venus keine erdähnlichen Bedingungen herrschen. In den Wolken maß das Infrarotradiometer eine viel niedrigere Temperatur von 240 K. Zudem wies Mariner 2 nach, dass die Venus über kein nennenswertes Magnetfeld verfügt und den Sonnenwind in ihrer Umgebung nicht beeinflusst.